# NGC 5478
NGC 5478 is een balkspiraalstelsel in het sterrenbeeld Maagd. Het hemelobject werd op 23 maart 1789 ontdekt door de Duits-Britse astronoom William Herschel.

## Synoniemen
- UGC 9034
- MCG 0-36-19
- ZWG 18.55
- UM 636
- IRAS 14055-0127
- PGC 50430